# De Tomaso

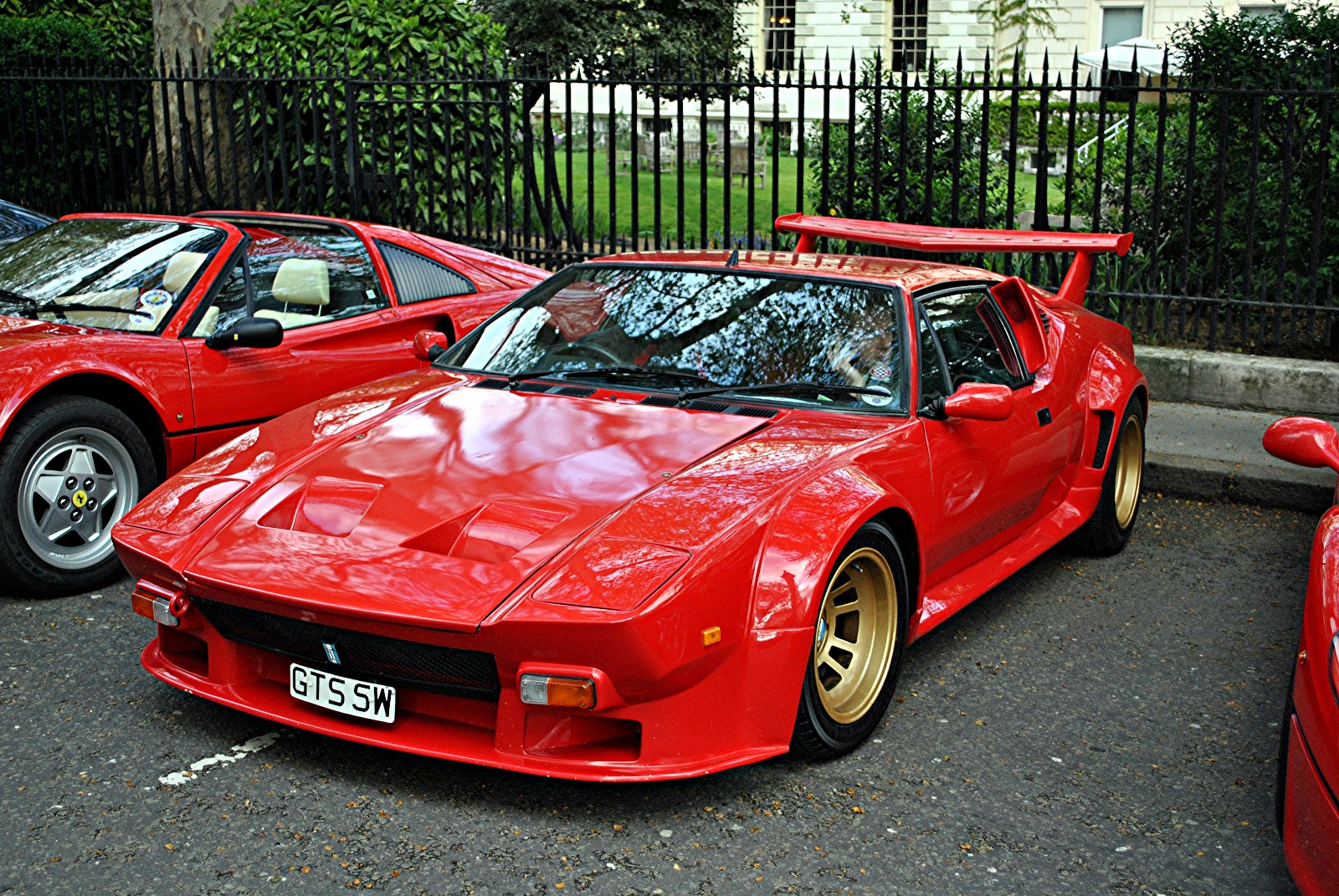
De Tomaso Pantera GT5

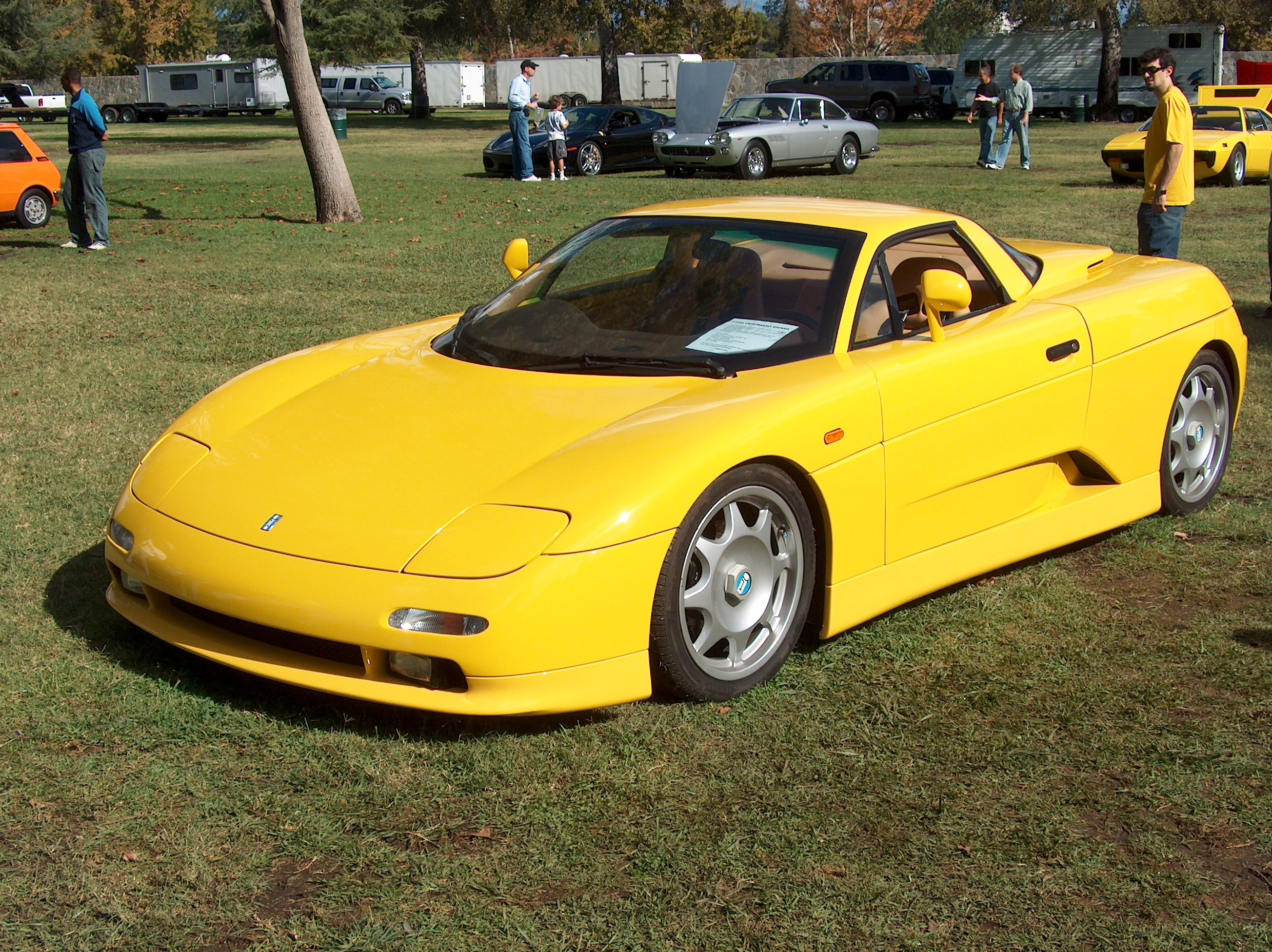
De De Tomaso Guarà, die van 1993 tot 2004 werd gebouwd

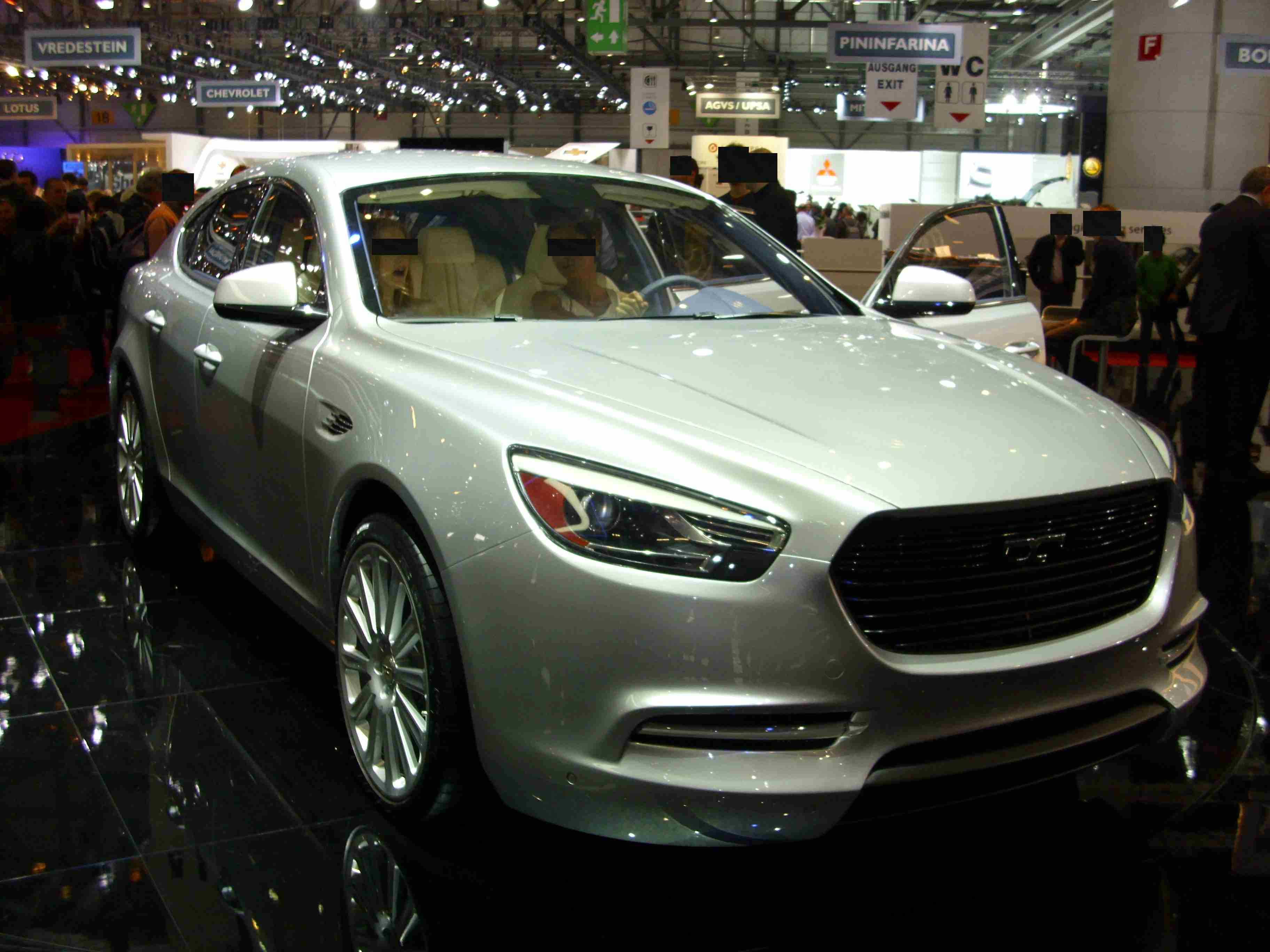
Het prototype van de Deauville SUV op het Autosalon van Genève in 2011

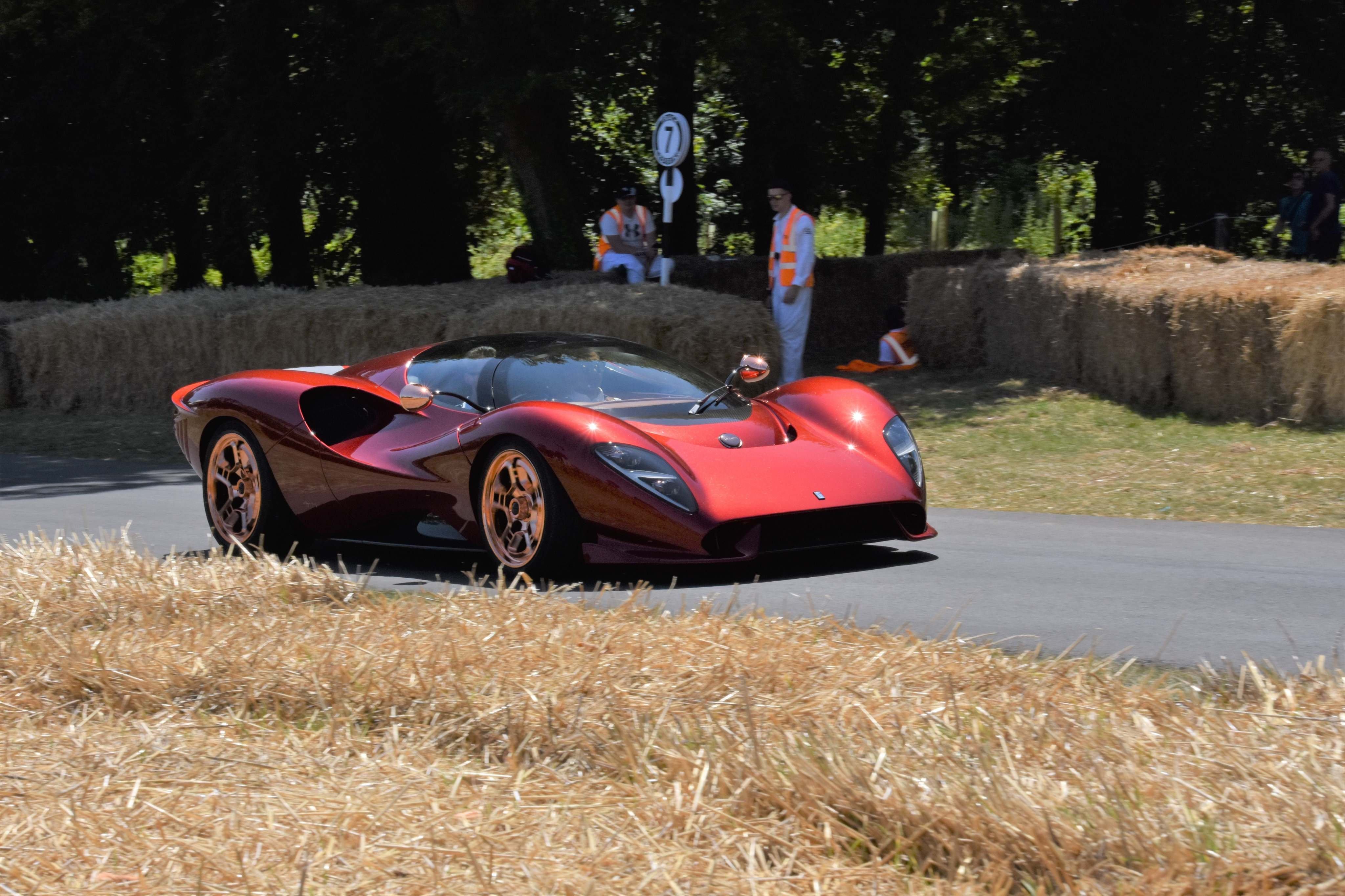
De De Tomaso P72 op het Goodwood Festival Of Speed

De Tomaso is een Italiaans sportwagenmerk. Het bedrijf werd in 1959 opgericht als De Tomaso Modena SpA door de Argentijn Alejandro de Tomaso (1928-2003), zoon van een Argentijnse minister van landbouw in de jaren dertig.
De Argentijnse vlag maakt deel uit van het logo van De Tomaso, en het symbool in het logo is het brandmerk zoals dat werd gebruikt op de ranch waar De Tomaso opgroeide.
De Tomaso arriveerde op 27-jarige leeftijd in het Italiaanse Modena. Hij racete in de jaren 1955 en 1956 in een Maserati racewagen met een OSCA-motor. In 1959 begon hij, gefinancierd door zijn nieuwe liefde, een autofabriek in Alberato, een buitenwijk van Modena. Deze fabriek stond slechts een paar kilometer van de huidige fabriek. De eerste auto die daar van de band rolde, was een sportwagen, de Vallelunga. Deze auto werd ontworpen door Ghia en was voorzien van de 1,5-liter motor uit de Ford Cortina.
Daarna kwam de Mangusta, ontworpen door Giorgetto Giugiaro, met een Ford V8. Ford opende de weg naar Amerika toen het 80 procent van de aandelen overnam.
Daarop volgde de Deauville - eerder een luxewagen - en vervolgens het succesvolste en bekendste model, de Pantera, ontworpen door de Amerikaan Tom Tjaarda. Van de Pantera is een groot aantal versies uitgekomen, tot de productie begin jaren 90 werd stopgezet.
Daarop volgde de Longchamp.
De Tomaso nam op 8 augustus 1975 Maserati over van het failliete Citroën en is enige jaren een onafhankelijke bouwer van Italiaanse sportwagens geweest. Op 19 mei 1993 werd Maserati verkocht aan Fiat.
Tussen 1993 en 2004 heeft De Tomaso nog één model geassembleerd, de Guarà, die in Spyder-, Barchetta- en coupéversie kon worden besteld. Gedurende enkele jaren werd in de De Tomaso-fabriek eveneens de Russische UAZ Simbir gebouwd.
In 2004 ging De Tomaso in vereffening en werd er naar een overnemer gezocht. Die werd in 2009 gevonden in de persoon van Gian Mario Rossignolo die de nieuwe firma De Tomaso Automobili SpA oprichtte.
In de tussentijd werkte De Tomaso aan een nieuw logo. Hij wilde zijn merk weer een tweede leven inblazen. Pas in maart 2011 presenteerde De Tomaso weer een model op de Autosalon van Genève, een SUV. De auto heette Deauville, naar het gelijknamige eerdere model van De Tomaso. Het bedrijf kondigde in november 2011 aan een nieuwe Pantera op de markt te gaan brengen.
Begin juli 2012 werd De Tomaso echter failliet verklaard.
In 2015 werd de naam De Tomaso gekocht door Ideal Team Ventures. In 2019 werd de P72 onthuld op het Goodwood Festival Of Speed. De auto was een eerbetoon aan het P70 prototype uit 1965. De P72 krijgt een 5.0 liter Ford V8 motor, de bedoeling is dat er 72 stuks worden gebouwd.